# 1974 Голяма награда на Испания
1974 Голяма награда на Испания е 7-о за Голямата награда на Испания и втори кръг от сезон 1974 във Формула 1, провежда се на 28 април 1974 година на пистата Харама в Мадрид, Испания.

## Репортаж
Тирел пуснаха в употреба конструирания от Дерек Гарднър болид 007 като само един от екземплярите е за Джоди Шектър, който има на разположение 006 като резервен, а съотборника му Патрик Депайе е все още с 005. Парите на Ричард Робартс свършиха и платения британец напусна Брабам, за разлика от Рики фон Опел, който се присъедини от Инсайн, разочарован от предстоя му там. Така тимът на Морис Нън отново пропуска това състезание, търсейки нов пилот, докато Шадоу попълниха празното място оставено от Питър Ревсън (след фаталния му инцидент в Киалами седмица преди тренировките) с Брайън Редмън редом до Жан-Пиер Жарие. Хил са отново с двама пилоти със завръщането на Гай Едуардс, докато Артуро Мерцарио има на разположение един от новите FW за разположение в Исо Марлборо. Крис Еймън и неговият му отбор носещ фамилията му също са в Харама, както и Троян с Тим Шенкен. Единственият отбор редом до Инсайн, който не успя да пристигне на пистата е тази на Скудерия Финото, използвайки миналогодишния Брабам предназначено за швейцареца Силвио Мозер. Швейцарецът претърпява тежък инцидент по време на състезание за издръжливост в Монца седмици преди това ГП и с опасност за живота. Отборът се опита да привлече шведа Райн Визел но без никакъв резултат.

### Квалификация
От общо 28 участници от който само 25 места се дава право за участие в състезанието, сесиите преминаха в много напреднал стадий с много инциденти, но без контузии. Ники Лауда успя да отнеме пол-позицията на Рони Петерсон със само три стотни от секундата, продължавайки растящата форма на австриеца. След Петерсон се класира Клей Регацони, показвайки че Ферари са обратно в челото благодарение на новото ръководство. Емерсон Фитипалди се нареди четвърти пред Джаки Икс, Карлос Ройтеман, Артуро Мерцарио и Дени Хълм. Виторио Брамбила трябваше да стартира девети, но унищожи Марч-а си и той остана зрител за състезанието. Вместо това девети се нареди Шектър пред Хескет-а на Джеймс Хънт. С отпадането на Брамбила, другите пилоти които не успяха да намерят място са Гай Едуардс и Том Белсьо, преди Франсоа Миго да повреди сериозно БРМ-а си в събота. Англичанинът е поставен като първа резерва в случай че болида на французина не бъде оправен навреме.

### Състезание
Едуардс се поканен да вземе участие в сутрешните тренировки в неделя, но това му е единственото му появяване за деня, след като БРМ успяха да поправят навреме болида на Миго. Състезанието се проведе под мокри условия, въпреки че дъждът понамаля преди самия старт. Петерсон изпревари Лауда към първия завой, следвани от Регацони, Икс, Фитипалди, Шектър, Мерцарио, Ройтеман, Хънт, Жарие и Хълм. Ханс-Йоахим Щук, който стартира 13-и е изпреварен от Джон Уотсън и Йохен Мас, преди германеца бавно да си поправи път напред.
Проблем с двигателя на Белтоаз принуди французина да напусне след три направени обиколки, докато лидерите се откъснаха от Икс, Фитипалди и Шектър. След тях се намира групата на Мерцарио, преди да се оформи разлика между тях и Хълм, пред Хънт, Щук и Мас. Редмън водеше равна битка с Макларън-а на Майк Хейлууд, но не така е при Ройтеман, който загуби контрол в осмата обиколка. Аржентинецът се прибра в бокса за инспекция по болида.
Регацони е следващия с проблеми, след като загуби контакт с Лауда, но австриеца все още се движеше плътно до Лотус-а на Петерсон. Икс вече имаше зад себе си синия Тирел на Шектър, след като Фитипалди загуби единия от осемте цилиндъра на неговия двигател. Мокрите условия не повлияха сериозно към скоростта на Хълм, който изпревари Жарие и се озова пред Исо-то на Мерцарио, докато французина се озова плътно зад Макларън-а. Зад Щук, Хънт, Мас и битката между Редмън и Хейлууд са Депайе, Ройтеман, Карлос Паче, Уотсън, Шенкен, Анри Пескароло, фон Опел, Миго и Еймън.
След това Хълм имаше проблеми, след като усети неизправности по задната част на колата и спря в 11-а обиколка, за проверка по задното окачване, докато Жарие трябваше да спре за поправяне на неговия Шадоу, след като Миго удари предната част докато е затварян с обиколка. Брабам завършиха ужасния уикенд, след като първо фон Опел се прибра в бокса с разкъсан горивен радиатор а две обиколки по-късно това стори Ройтеман с повредено управление.
Суха линия се появи на някои части на трасето в 17-а обиколка и всички в боксовете се готвеха за смяна със сухи гуми. Щук е първия от тях, спирайки обиколка по-рано от останалите. За разлика от ГП на Канада предната година, организацията в боксовете минава без проблеми, макар Икс (който взима водачеството за кратко след като Петерсон и Лауда спряха в 23-та обиколка), Хънт и Жарие бяха забавени с няколко секунди. Шектър и Депайе влязоха моментално в бокса на Тирел, което забави французина след като механиците трябваше първо да обслужват Шектър.
Механиците на Ферари като някои от тях имат опит в спортните прототипни състезания, се оказаха най-бързи по обслужване на техните болиди, което помогна на Лауда да си върне първата позиция с Регацони втори. Щук се възползва от ранното си спиране и се озова трети, докато Фитипалди си поправяше път напред след престоя си в бокса, а Хълм се радваше на сухото трасе.
Първият старт за новия отбор на Еймън не е окуражителен и той отпадна с повреда в спирачки, след което Петерсон го последва с теч във водния резервоар, Икс с повредени спирачки, Миго с гръмнат двигател и счупена скоростна кутия на Мас, повреда в двигателя за Греъм Хил. Последният от масовите отпадания за състезанието е Мерцарио, който в опит да изпревари Редмън закачи Шадоу-а на англичанина и прати италианеца зад бариерите като един от фотографите е ударен от приидващото Исо, но само с леки натъртвания.
Заради бавната средна скорост в първата част на състезанието, организаторите решиха състезанието да приключи след преполовяването на втория час, въпреки планираните 90 обиколки. Лауда пресече финалната права под радостта на Лука Ди Монтедземоло, след края на 84-та обиколка за своята първа победа в неговата кариера и първа за Ферари след тази на Джаки Икс на Нюрбургринг преди две години. Регацони още повече зарадва отбора с второ място, докато останалите места бяха обявени по-късно от организаторите, за да не стане подобния инцидент в Моспорт. Фитипалди завърши трети на обиколка изоставане пред Щук, който продължи с доброто си представяне. Шектър записа първите си точки с пета позиция пред Хълм, Редмън, Депайе (недоволен от счупената спирала на задното окачване), Хейлууд, Хънт, Уотсън, Пескароло, Паче и Шенкен, който успя да завърши в своето първо състезание за новия си отбор, въпреки супения анти рол-бар, съединител и завъртане в последната обиколка. Жарие е некласиран, след като направи четири стопа и завършвайки на 11 обиколки изоставане.

## Състезание
| Поз | No | Пилот             | Конструктор      | Обиколки | Време/Отпадане | Място | Точки |
| --- | -- | ----------------- | ---------------- | -------- | -------------- | ----- | ----- |
| 1   | 12 | Ники Лауда        | Ферари           | 84       | 2:00:29.56     | 1     | 9     |
| 2   | 11 | Клей Регацони     | Ферари           | 84       | + 35.61        | 3     | 6     |
| 3   | 5  | Емерсон Фитипалди | Макларън-Форд    | 83       | + 1 Об.        | 4     | 4     |
| 4   | 9  | Ханс-Йоахим Щук   | Марч-Форд        | 82       | + 2 Об.        | 13    | 3     |
| 5   | 3  | Джоди Шектър      | Тирел-Форд       | 82       | + 2 Об.        | 9     | 2     |
| 6   | 6  | Денис Хълм        | Макларън-Форд    | 82       | + 2 Об.        | 8     | 1     |
| 7   | 16 | Брайън Редмън     | Шадоу-Форд       | 81       | + 3 Об.        | 21    |       |
| 8   | 4  | Патрик Депайе     | Тирел-Форд       | 81       | + 3 Об.        | 16    |       |
| 9   | 33 | Майк Хейлууд      | Макларън-Форд    | 81       | + 3 Об.        | 17    |       |
| 10  | 24 | Джеймс Хънт       | Хескет-Форд      | 81       | + 3 Об.        | 10    |       |
| 11  | 28 | Джон Уотсън       | Брабам-Форд      | 80       | + 4 Об.        | 15    |       |
| 12  | 15 | Анри Пескароло    | БРМ              | 80       | + 4 Об.        | 20    |       |
| 13  | 18 | Карлос Паче       | Съртис-Форд      | 78       | + 6 Об.        | 14    |       |
| 14  | 23 | Тим Шенкен        | Троян-Форд       | 76       | Завъртане      | 25    |       |
| Отп | 17 | Жан-Пиер Жарие    | Шадоу-Форд       | 73       | Не се класира  | 12    |       |
| Отп | 26 | Греъм Хил         | Лола-Форд        | 43       | Двигател       | 19    |       |
| Отп | 20 | Артуро Мерцарио   | Исо Малборо-Форд | 37       | Инцидент       | 7     |       |
| Отп | 19 | Йохен Мас         | Съртис-Форд      | 35       | Ск.кутия       | 18    |       |
| Отп | 37 | Франсоа Миго      | БРМ              | 27       | Двигател       | 22    |       |
| Отп | 2  | Джеки Икс         | Лотус-Форд       | 26       | Спирачки       | 5     |       |
| Отп | 1  | Рони Петерсон     | Лотус-Форд       | 23       | Двигател       | 2     |       |
| Отп | 30 | Крис Еймън        | Еймън-Форд       | 22       | Спирачки       | 23    |       |
| Отп | 8  | Рики фон Опел     | Брабам-Форд      | 14       | Теч-масло      | 24    |       |
| Отп | 7  | Карлос Ройтеман   | Брабам-Форд      | 12       | Завъртане      | 6     |       |
| Отп | 14 | Жан-Пиер Белтоаз  | БРМ              | 2        | Двигател       | 11    |       |
| НКв | 27 | Гай Едуардс       | Лола-Форд        |          |                |       |       |
| НКв | 21 | Том Белсьо        | Исо Малборо-Форд |          |                |       |       |

## Класиране след състезанието
| Поз | Пилот             | Точки |
| --- | ----------------- | ----- |
| 1   | Клей Регацони     | 16    |
| 2   | Ники Лауда        | 15    |
| 3   | Емерсон Фитипалди | 13    |
| 4   | Денис Хълм        | 10    |
| 5   | Карлос Ройтеман   | 9     |
| 6   | Майк Хейлууд      | 9     |
| 7   | Жан-Пиер Белтоаз  | 8     |
| 8   | Ханс-Йоахим Щук   | 5     |

| Поз | Конструктор   | Точки |
| --- | ------------- | ----- |
| 1   | Макларън-Форд | 26    |
| 2   | Ферари        | 21    |
| 3   | Брабам-Форд   | 9     |
| 4   | БРМ           | 8     |
| 5   | Тирел-Форд    | 6     |
| 6   | Марч-Форд     | 5     |
| 7   | Лотус-Форд    | 4     |
| 8   | Съртис-Форд   | 3     |